# Eslabones Kids
Eslabones Kids es un grupo musical el cual canta canciones infantiles enfocadas en valores. Este grupo musical esta actualmente conformado por jóvenes y niños colombianos, los cuales son dirigidos por su directora Zoraida Bernal. En el año 2013, Eslabones Kids fue nominado a la 14a Entrega anual del Latin Grammy con Vamos A Cantar Su primer álbum discográfico para la categoría de Mejor álbum de música para niños. En el año 2014 Eslabones Kids empezó su academia educando a niños y jóvenes sin importar su edad. A finales del mismo año Eslabones Kids lanza su segundo álbum discográfico dedicado a la Navidad y al nacimiento de Jesús de Nazaret en Belén, titulado Mágica Estrella, y consigo su lanzamiento, el cual fue realizado el 23 de noviembre del año 2014. En el año 2015 lanzan el espectáculo El libro de las sorpresas. En el 2016 Eslabones Kids en una alianza con fundación HOPE crearon un espectáculo infantil llamado Peppa Pig en la ciudad de Bucaramanga, en el cual hacían referencia al programa televisivo y acompañaban toda la obra con música.

## Historia
Eslabones Kids empezó naciendo del Coro Franciscano Eslabones el cual fue fundado en la parroquia de San Francisco De Asis en Bucaramanga, Y siendo uno de los mejores coros del Departamento de Santander, arrasando con diversos premios como el ganador del concurso nacional de villancicos de RCN en el año de 1997, casi todos los premios del tan famoso Coro Franciscano Eslabones han sido otorgados en la localidad de Santander. Ya teniendo como base este coro, Eslabones Kids empieza en el año de 2011 siendo uno de los primeros grupos musicales infantiles del departamento, el grupo musical ha crecido últimamente hasta ocupar los primeros puestos en los mejores grupos musicales infantiles del país, siendo testigo la nominación a los Latin Grammy 2014

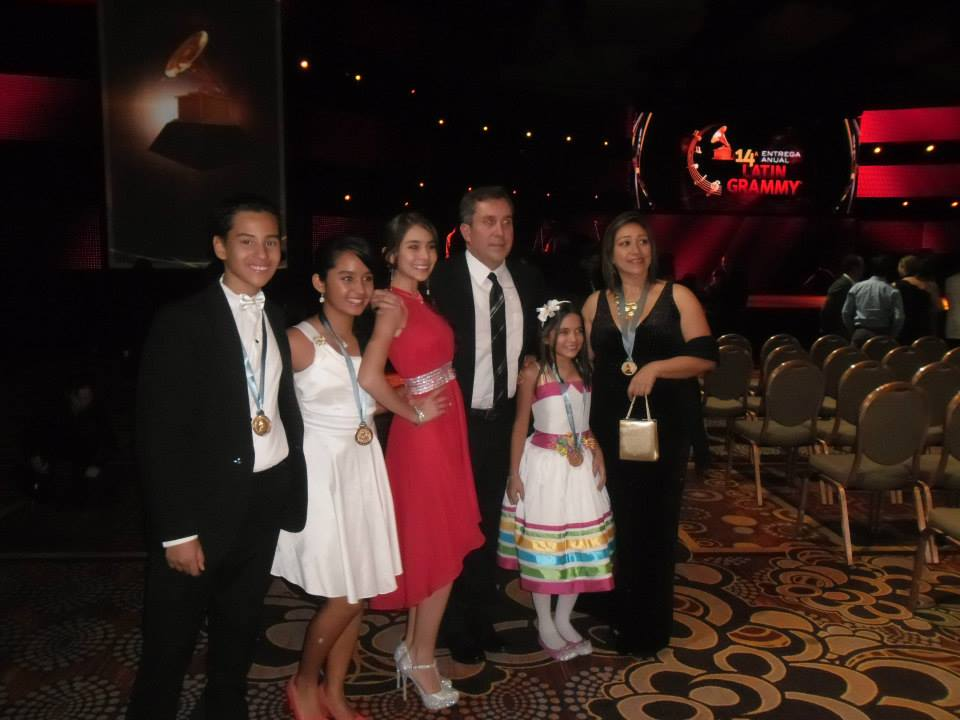
Eslabones Kids en los Latin Grammy

## Discografía

### Vamos A Cantar
| Año  | Título         | País     | Lanzamiento        | Discográfica         | Formatos |
| ---- | -------------- | -------- | ------------------ | -------------------- | -------- |
| 2013 | Vamos A Cantar | Colombia | 6 de abril de 2013 | W Record's, Colombia | CD       |

### Mágica Estrella
| Año  | Título          | País     | Lanzamiento             | Discográfica         | Formatos |
| ---- | --------------- | -------- | ----------------------- | -------------------- | -------- |
| 2014 | Mágica Estrella | Colombia | 23 de noviembre de 2014 | W Record's, Colombia | CD       |

## Premios y nominaciones
| Año  | Premio                   | Categoría                        | Trabajo nominado | Resultados | Ref.  |
| ---- | ------------------------ | -------------------------------- | ---------------- | ---------- | ----- |
| 2013 | 14th Latin GRAMMY awards | Mejor álbum de música para niños | «Vamos A Cantar» | Nominado   | [ 3 ] |